# Ноол, Эрки
Эрки Ноол (эст. Erki Nool; 25 июня 1970 года, Выру) — эстонский легкоатлет, Олимпийский чемпион в десятиборье. Эстонский политик, член Рийгикогу.

## Биография
В 13 лет Эрки начал тренировки в Таллинской спортивной школе-интернате. По словам спортсмена, он тренировался шесть раз в неделю по пять часов, а в тренировочных лагерях — по семь часов в день. Несмотря на участие в 23 титульных соревнованиях и 9 завоёванных медалей, десятиборец имеет одну несбывшуюся мечту — ни в одном из стартов он так и не смог набрать 9000 очков.
Эрки Ноол участвовал в четырёх Олимпиадах подряд — 1992, 1996, 2000 и 2004 годов. На Играх 1996 года десятиборец занял шестое место с результатом 8543, на следующей Олимпиаде стал победителем, а в 2004 году — только восьмое место с результатом 8235. На своей последней Олимпиаде Ноол был знаменосцем сборной команды Эстонии.
Завершил карьеру в 2005 году, после чего ушёл в политику. Сначала Ноол был депутатом Таллинского городского собрания, а в настоящее время он входит в состав Рийгикогу, является членом Европейского легкоатлетического союза и членом медицинской комиссии Европейского Олимпийского комитета.
Кроме эстонского, говорит ещё на четырёх языках — русском, финском, английском, итальянском.
Старший сын Эрки Ноола также занимается лёгкой атлетикой.

## Спортивные достижения
- чемпион Олимпийских игр в десятиборье (2000)
- серебряный призёр чемпионата мира в десятиборье (2001)
- двукратный серебряный призёр чемпионата мира в помещении в семиборье (1997, 1999)
- чемпион Европы в десятиборье (1998)
- чемпион Европы в помещении в семиборье (1996)
- серебряный призёр чемпионата Европы в десятиборье (2002)
- четырёхкратный победитель Кубка Европы в десятиборье (1994, 1996, 1997, 1998)
- десятикратный чемпион Эстонии (в беге на 100 м — 1999; в беге на 110 м с барьерами — 1998, 1999; в прыжках с шестом — 1989, 1994, 1996, 1997, 2003; в десятиборье — 1990, 1992)

## Прочие факты
Вошёл в составленный в 1999 году по результатам письменного и онлайн-голосования список 100 великих деятелей Эстонии XX века.
В 2001 году была выпущена почтовая марка с изображением олимпийского чемпиона.